# Paracroesia
Paracroesia  (лат.) — род бабочек из семейства листовёрток. Известны два вида (см. ниже). Распространён в Восточной Азии. Гусеницы развиваются на хвойных растениях.
Виды:
- Paracroesia abievora (Issiki, 1961)
- Paracroesia picevora (Liu, 1990)